# Angelina Arianiti
Angelina Arianiti alb. Shёn Angjelina e Krujёs, serb. Мати Ангелина, Ангелина Бранковић (ur. ok. 1440 w Beracie, zm. 20 lipca 1520) – święta Serbskiego Kościoła Prawosławnego, pochodzenia albańskiego.

## Życiorys
Była córką Gjergji Arianitiego, jednego z możnych albańskich i dowódców, walczących u boku Skanderbega i siostrą Doniki Kastrioti, żony Skanderbega. W 1461 w Szkodrze poślubiła w Szkodrze Stefana V Brankovicia zwanego Ślepym, który w latach 1458-1459 panował w Serbii, a następnie znalazł schronienie na ziemiach albańskich. Początkowo małżeństwo mieszkało w Albanii do narodzin pierwszego syna Đorđe, a następnie przeniosło się do Wenecji. Angelina urodziła swojemu mężowi troje dzieci (Marija, Jovan i Đorđe). Po śmierci męża, Angelina wraz z dziećmi przeniosła się na Węgry, gdzie jej syn Jerzy w 1485 został tytularnym despotą Serbii na wygnaniu. W 1509 Angelina Arianiti przeniosła się do prawosławnego monasteru Krušedol w rejonie Fruška gora, gdzie spędziła ostatnie lata swojego życia. Pochowana w monasterze Sretenje, skąd została przeniesiona do monasteru Krušedol. W 1716 Turcy spalili relikwie Angeliny, zachowała się tylko jej prawa ręka.
Żywot Angeliny Arianiti został spisany po raz pierwszy w XVI wieku. W XIX dostosował go do wymogów współczesnego języka serbskiego metropolita Mitrofan Šević. Angelina Arianiti została kanonizowana przez Serbski Kościół Prawosławny, jest także czczona w albańskiej Kruji. Dzień jej wspomnienia przypada na 30 lipca (także 10 grudnia, wraz z jej mężem i synem, także kanonizowanymi).

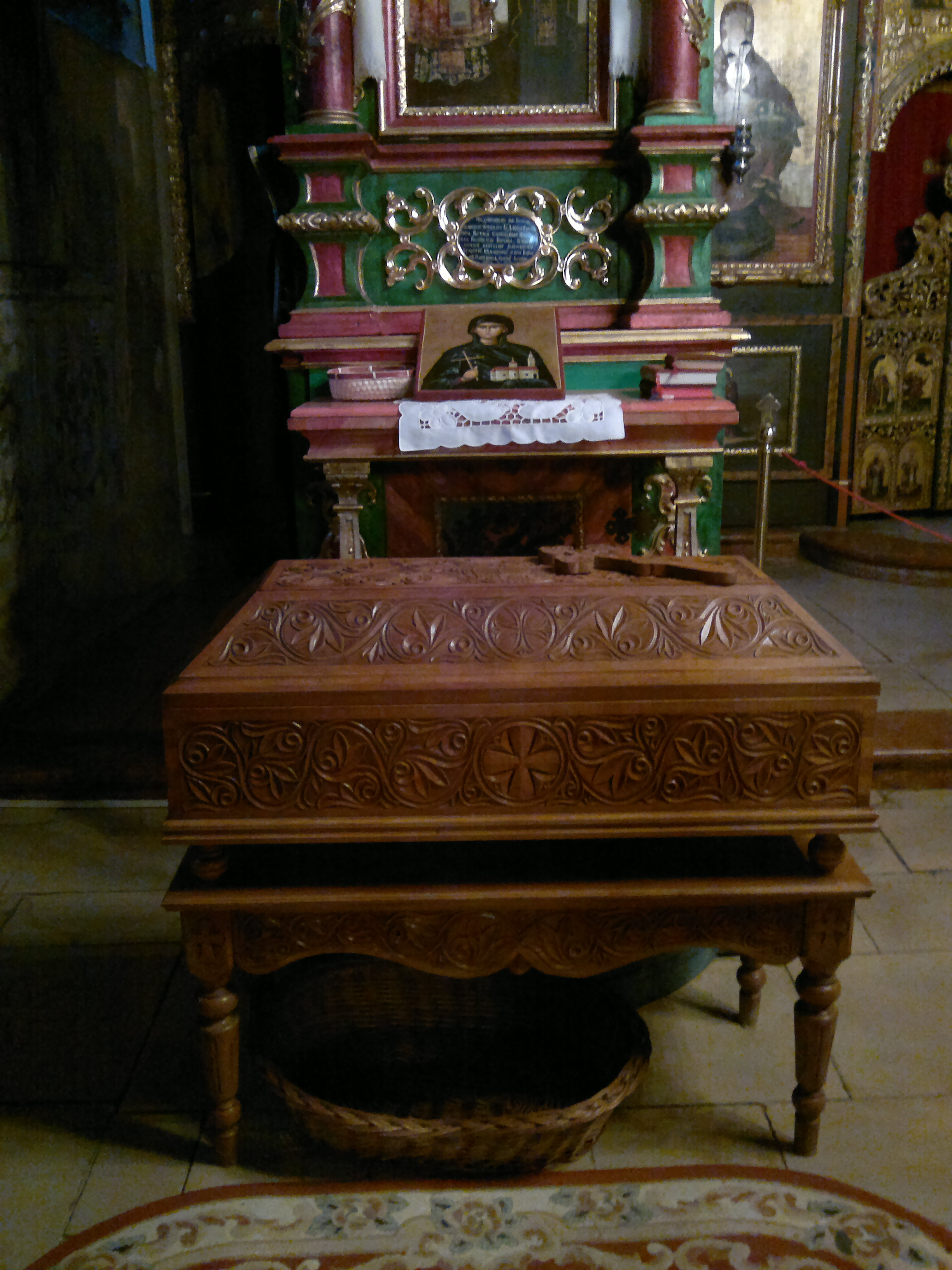
Relikwie św. Angeliny w klasztorze Krušedol